# Thinkin’ Bout Me
«Thinkin’ Bout Me» — песня американского кантри-певца Моргана Уоллена. Она была выпущена 7 сентября 2023 года на кантри-радио в качестве шестого сингла третьего студийного альбома Уоллена One Thing at a Time. Песню написали Джон Байрон, Эшли Горли, Тейлор Филлипс и Чарли Хэндсом, который также выступил продюсером вместе с Джоуи Мои. Песня заняла первое место в кантри-чартах Канады и США и получила платиновую сертификацию Американской ассоциации звукозаписывающих компаний (RIAA).

## История
В песне «Thinkin' Bout Me» как и в «Sunrise» звучит хип-хоп ритм и почти полностью отсутствует кантри. Однако, в отличие от «Sunrise», «Thinkin' Bout Me» — это, по сути, песня о мести: Уоллен поет о том, как он представляет, что делает его бывшая («When you’re up in his bed / Am I up in your head?»), пока она гуляет с новым мужчиной. Эта песня постепенно начала появляться на TikTok в преддверии выхода альбома и быстро покорила поклонников. Иногда её сравнивают с творчеством рэпера Нелли в начале 2000-х годов.

## Коммерческий успех
Песня «Thinkin’ Bout Me» достигла 7-го места в американском хит-параде Billboard Hot 100 в чарте от 18 марта 2023 года сразу после выхода альбома One Thing at a Time вместе с другими его композициями.
В итоге песня также заняла первое место в кантри-чартах Канады и США и получила платиновую сертификацию Американской ассоциации звукозаписывающих компаний (RIAA).

## Чарты
| Чарт (2023—2024)                    | Высшая позиция |
| ----------------------------------- | -------------- |
| Австралия (ARIA)                    | 35             |
| Канада (Billboard Canadian Hot 100) | 13             |
| Канада (Billboard Country)          | 1              |
| Мир (Billboard Global 200)          | 21             |
| Ирландия (IRMA)                     | 54             |
| Новая Зеландия (RMNZ)               | 7              |
| США (Billboard Hot 100)             | 7              |
| США (Billboard Adult Top 40)        | 20             |
| США (Billboard Country Airplay)     | 1              |
| США (Billboard Hot Country Songs)   | 3              |
| США (Billboard Mainstream Top 40)   | 22             |

| Чарт (2023)                       | Позиция |
| --------------------------------- | ------- |
| Канада (Canadian Hot 100)         | 31      |
| Мир Global 200 (Billboard)        | 106     |
| США Billboard Hot 100             | 19      |
| США Country Airplay (Billboard)   | 54      |
| США Hot Country Songs (Billboard) | 6       |

## Сертификации
| Регион                                                                      | Сертификация  | Продажи   |
| --------------------------------------------------------------------------- | ------------- | --------- |
| Австралия (ARIA)                                                            | Платиновый    | 70 000    |
| Великобритания (BPI)                                                        | Серебряный    | 200 000   |
| США (RIAA)                                                                  | 3× Платиновый | 3 000 000 |
| Данные о продажах + прослушиваниях приведены только на основе сертификации. |               |           |